# St. Nikolaus (Höselhurst)

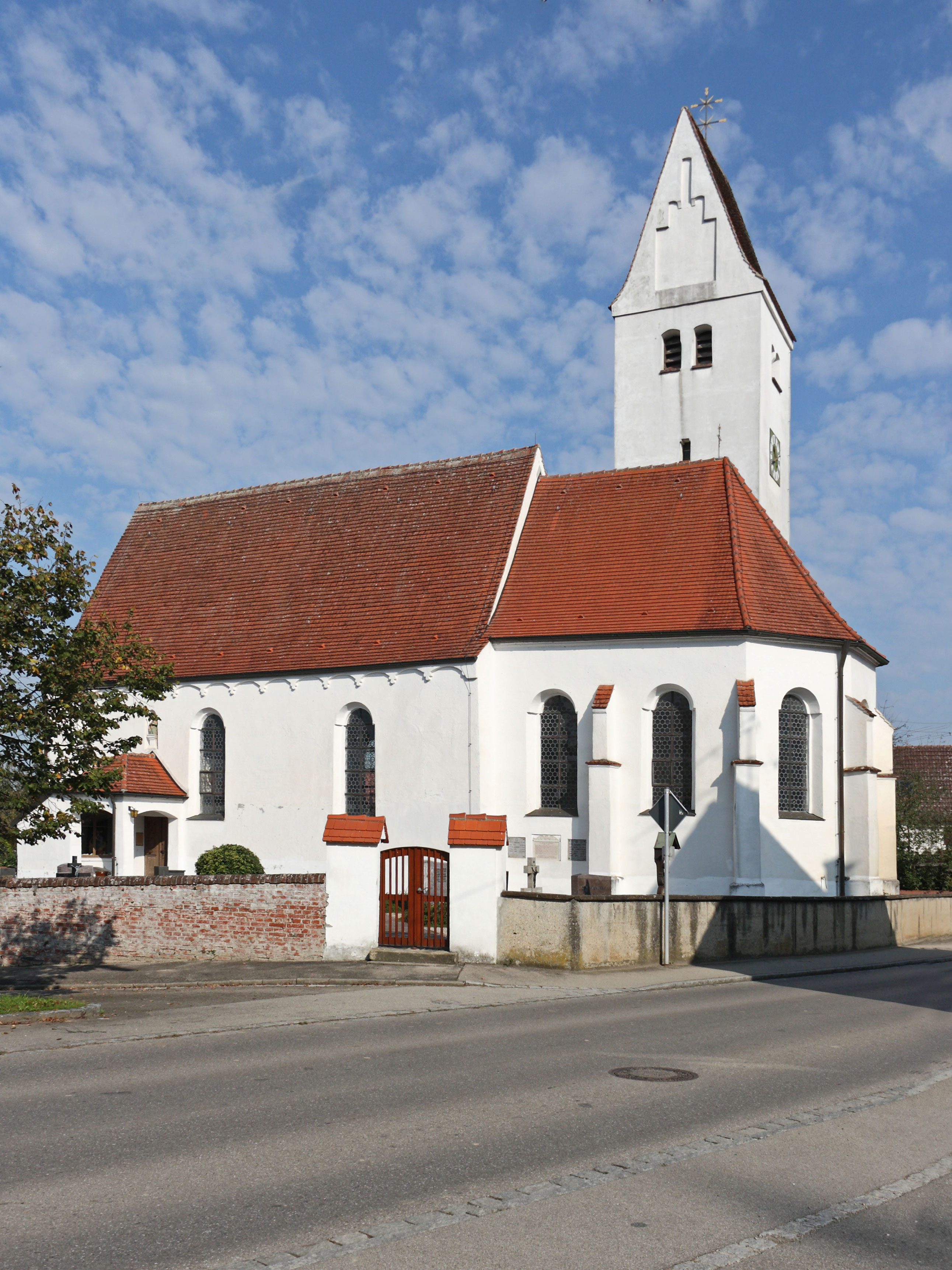
St. Nikolaus in Höselhurst

Die römisch-katholische Filialkirche  St. Nikolaus steht in Höselhurst, einem Gemeindeteil von Neuburg an der Kammel im Landkreis Günzburg in Bayern. Das Bauwerk ist in der Liste der Baudenkmäler in Neuburg an der Kammel als Baudenkmal unter der Nr. D-7-74-162-27 eingetragen.

## Beschreibung
Die Saalkirche wurde unter einem Propst des Klosters Wettenhausen 1491–1497 errichtet. Sie besteht aus einem Langhaus, einem eingezogenen, dreiseitig geschlossenen Chor im Osten und einem Chorflankenturm an der Nordwand des Chors. 
Der Innenraum des Langhauses ist mit einer Decke mit Hohlkehle überspannt, der des Chors mit einem Stichkappengewölbe. Über dem Chorbogen befindet sich eine Kartusche, in dem das Wappen des Klosters Wettenhausen untergebracht ist. Die Fresken hat 1747 Franz Xaver Forchner gemalt, im Chor mit der Anbetung der Könige, im Langhaus mit dem hl. Nikolaus von Myra. Der Hochaltar wurde um 1720/30 gebaut. Auf dem Altarretabel wurde die Beweinung Christi dargestellt.